# Мускрон (футбольный клуб)
«Мускрон» (также встречается «Эксельсиор», полное название — Royal Excelsior Mouscron) — бывший профессиональный бельгийский футбольный клуб из города Мускрон провинции Эно. Клуб был образован 1 июля 1964 года в результате слияния клубов Stade Mouscron и A.R.A. Mouscron, в Лиге Жюпиле выступал с 1996 года. В сезоне 2004—2005 клуб испытывал серьёзные финансовые затруднения, в результате которых клуб покинули президент клуба (мэр Мускрона — Жан-Пьер Детримье) и ряд ведущих игроков. 28 декабря 2009 года было объявлено о снятии клуба с чемпионата Бельгии из-за финансовых проблем. Все игроки получили статус свободных агентов. Молодёжная и резервная команда продолжили выступления. В июне 2010 года, после слияния с клубом «Перювельз», клуб под названием «Мускрон-Перювельз» возобновил свои выступления с Третьего бельгийского дивизиона.

## Достижения
- Бронзовый призёр Чемпионата Бельгии: 1996/97[1].
- Финалист Кубка Бельгии: 2001/02, 2005/06.
- Финалист Кубка бельгийской лиги: 1999/00.

## Результаты в еврокубках
Клуб дважды участвовал в розыгрышах Кубка УЕФА.
| Сезон                                                                 | Раунд                   | Соперник          | Итог | Дома | В гостях |  |
| --------------------------------------------------------------------- | ----------------------- | ----------------- | ---- | ---- | -------- |  |
| 1997/98                                                               | 2-й квалификационный    | Аполлон (Лимасол) | 3:0  | 3:0  | 0:0      |  |
| 1997/98                                                               | 1-й раунд (1/32 финала) | Мец               | 1:6  | 0:2  | 1:4      |  |
| 2002/03                                                               | квалификационный        | Филкир            | 4:2  | 3:1  | 1:1      |  |
| 2002/03                                                               | 1-й раунд (1/64 финала) | Славия (Прага)    | 3:6  | 2:2  | 1:5      |  |
| Итого: 8 матчей: 2 победы, 3 ничьи, 3 поражения, разность мячей 11-15 |                         |                   |      |      |          |  |